# John Pearson (évêque)
Pour les articles homonymes, voir John Pearson et Pearson.
John Pearson (28 février 1613 à Great Snoring, Norfolk, Angleterre - 16 juillet 1686 à Chester, Angleterre) est un théologien et homme d'Église anglais. Il aurait été l'un des théologiens les plus érudits de son époque.

## Biographie
John Pearson naît à Great Snoring dans le Norfolk en Angleterre le 28 février 1613.
Après des études au Eton College, il est accepté au Queens' College à Cambridge. Il est élu érudit au King's College, toujours à Cambridge, en avril 1632, puis fellow en 1634. Après être entré dans les ordres en 1639, il profite d'une prébende de Salisbury pour une tâche à Nether-Avon. En 1640, il est nommé chapelain du lord-keeper Finch, qui le présente officiellement à la population de Thorington dans le Suffolk. Pendant la Première Révolution anglaise, il agit comme chapelain des soldats de George Goring, 1er duc de Norwich. En 1654, il est nommé prêcheur hebdomadaire à l'église St Clement's, sur l'avenue Eastcheap à Londres.
Avec l'aide de Peter Gunning, il s'oppose à deux catholiques, le jésuite John Spenser et le physicien John Lenthall, sur un schisme, tel qu'il a été rapporté dans un ouvrage publié à Paris par l'un des deux catholiques, sous le titre Scisme Unmask't (1658). Pearson a critiqué le parti puritain. Il s'est beaucoup intéressé à la bible polyglotte de Brian Walton.
Après la Restauration anglaise, il est présenté à William Juxon, évêque de Londres, pour occuper le presbytère de St Christopher-le-Stocks. En 1660, il est nommé docteur en divinité à Cambridge, nommé chapelain royal, prebendary d'Ely à Cambridge, archidiacre du Surrey et maître au Jesus College à Cambridge. En 1661, il est nommé Lady Margaret's Professor of Divinity (un poste de professeur de Cambridge). L'année suivante, il est nommé commissaire d'un groupe chargé d'examiner la liturgie lors d'un congrès tenu à Savoy. Ses adversaires le jugent favorablement. Le 14 avril 1662, il est nommé maître du Trinity College à Cambridge. En 1667, il est élu fellow de la Royal Society.
Lorsque John Wilkins meurt en 1672, Pearson est nommé évêque de Chester. Il meurt le 16 juillet 1686 dans la même ville et son corps est enterré dans la cathédrale de Chester.

## Théologie
Selon Margaret Drabble, Pearson a été l'un des théologiens les plus érudits de son époque. Son œuvre Exposition of the Creed, est considérée comme l'une des meilleures publication de théologie dogmatique anglaise. En matière de sotériologie, Pearson adopta des vues arminiennes.

## Œuvres
En 1659, il publie Golden Remains, un ouvrage sur la vie de John Hales. La même année, il publie Exposition of the Creed, une compilation de sermons prononcés à l'église St Clement sur l'avenue Eastcheap à Londres (ses notes forment une riche collection patristique. En 1672, il publie, en quatre volumes, Vindiciae epistolarum S. Ignatii à Cambridge en réponse aux commentaires de Jean Daillé. Il défend l'authenticité des lettres d'Ignace de Loyola, ce que confirme le théologien Joseph Lightfoot et d'autres érudits. En 1682, il publie Annales cyprianici à Oxford, incluant une édition de John Fell des écrits de Cyprien de Carthage. Son dernier ouvrage, Two Dissertations on the Succession and Times of the First Bishops of Rome, forme avec Annales Paulini la partie centrale de son Opera posthuma, édité et publié après sa mort par Henry Dodwell en 1688.